# Armitage: Dual Matrix
Armitage: Dual Matrix é um Anime no formato filme, se passa alguns anos após os eventos finais da série de OVAs do anime Armitage III.

## História
Vivendo com identidades falsas para se manterem no anonimato, Naomi Armitage e Ross Sylibus estão casados e levam uma vida calma e feliz ao lado da filhinha Yoko, a qual não sabe nada sobre a verdadeira identidade de sua mãe: uma robô da série Terceira, capaz de se emocionar e amar e, ainda, de dar à luz crianças humanas perfeitas. Yoko é a prova viva do sucesso da linhagem Terceiras como reprodutoras.
Certo dia, Naomi tem um sobressalto em casa e pressente que algo terrível está acontecendo. Ela não está errada: uma usina de anti-matéria é atacada, e todos os robôs e cientistas envolvidos no projeto são barbaramente assassinados por uma força militar, sem chance de defesa, sob a acusação de traição e rebeldia. Começa uma nova onda de protesto por parte dos humanos, que querem uma menor participação dos robôs na vida diária, além de alguma forma de controle que impeça uma revolta dos mesmos contra seus criadores. Toda esta confusão parece estar ligada ao ambicioso projeto Astro Technologies, de vital importância para o futuro de Marte, pois tem o objetivo de criar oceanos neste planeta, utilizando-se para isto dos flocos de gelo que se encontram em sua órbita. Resta saber como os comandantes da Terra, que consideram Marte apenas como uma colônia e não vêem a independência do planeta com bons olhos, lidarão com esta questão delicada. Fica ainda no ar a pergunta: de que forma o problema das Terceiras poderia estar ligado a este conflito diplomático entre a Terra e Marte?
Claro que, sendo uma Terceira, Naomi Armitage não poderia ficar de fora de toda esta confusão. Ela e Ross, cada um a sua maneira, se envolvem (e são envolvidos) em uma fraquíssima trama pseudo-complexa, que não convence nem cativa o espectador em nenhum momento, mostrando o quanto o talento de Chiaki Konaka, roteirista da série de OVAs, fez falta neste longa-metragem. Decepção é a palavra que melhor demonstra o sentimento geral em relação a este medíocre "movie", que não convence para valer em praticamente nenhum aspecto, exceto no sincero relacionamento familiar entre Ross, Naomi e Yoko.

## Recepção
Helen McCarthy em  500 Essential Anime Movies  afirma que a qualidade de imagem de  Armitage III: Poly-Matrix  não está à altura dos padrões de tela grande, embora ainda se mantenha bem nas telas iniciais " . Ela elogia o design e os roteiros, dizendo que o "enredo básico é simplesmente uma releitura de Pinóquio - o brinquedo que quer ser real, ou, em termos de ficção científica, o robô ansiando por amor e aceitação como pessoa não apenas um produto ".